# Eiraldo de Palha Freire
Eiraldo de Palha Freire (Belém (PA), 15 de maio de 1946 — 4 de julho de 1970 no Rio de Janeiro) foi um procurador, morto no contexto da ditadura militar brasileira. Conforme a narrativa oficial e os dados apresentados na ocasião de sua morte pelo Estado, Eiraldo estava com seu irmão, Fernando Palha Freie e com o casa Jesse Jane e Colombo Vieira de Souza quando foi preso e tingido por um disparo no aeroporto do Galeão, no Rio de Janeiro, por militares da Aeronáutica brasileira. Todos os envolvidos eram militantes da Ação Libertadora Nacional (ALN), e se envolveram em uma tentativa frustrada de sequestrar um avião da empresa Cruzeiro do Sul. O objetivo da ação era trocar os reféns por presos políticos no dia 1 de julho do mesmo ano.

## Biografia
Eiraldo Palha Freire, filho de Walkyria Sylvete Palha Freire e Almerindo de Campos Freire, nasceu no dia 15 de maio de 1946, em Belém (PA) e faleceu no dia 4 de julho de 1970, no Rio de Janeiro (RJ). Trabalhava na Bolsa de Valores como procurador antes de se envolver ativamente como militante da Ação Libertadora Nacional (ANL), que era sua organização política de escolha durante o período caracterizado pelo implantação da Ditadura Militar no Brasil. Eiraldo de Palha Freire foi morto em 4 de julho de 1970 pelas mãos de agentes repressores representantes da Ditadura Militar do Brasil.

## Prisão e Desaparecimento
Eiraldo de Palha Freire foi dado como morto pelas forças armadas do Brasil no dia 4 de julho de 1970. As informações divulgadas depois do falecimento pelos agentes e os registros encontrados indicam que Eiraldo foi baleado e, em seguida, apreendido no aeroporto do Galeão, no Rio de Janeiro (RJ), por militares da Aeronáutica. Na data, o militante estava acompanhado de  seu irmão, Fernando Palha Freire, e do casal Colombo Vieira de Souza Junior e Jesse Jane, todos militantes da Ação Libertadora Nacional (ALN). O grupo havia acabado de tentar - e falhar -  sequestrar uma aeronave. A ação se deu com o objetivo de trocar os reféns por presos políticos no dia 1º de julho de 1970.
Em um cerco orquestrado pela Força Área Brasileira (FAB), os agentes atiraram nos pneus, jogaram uma espuma e um pó químico seco nas janelas (eles queriam impedir com que quem estava dentro da aeronave enxergasse o o lado de fora) e, depois de retardar qualquer tentativa de fuga, invadiram. Depois de entrar na aeronave, bombas de gás lacrimogêneo foram jogadas. Todos os militantes foram presos.
Relatos feitos pela companheira de militância de Eiraldo, Jesse Jane, obtidos anos mais tarde, mostram que, diferente do descrito nos registros oficiais, depois das apreensões comandadas pelo Brigadeiro João Paulo Burnier, ela e Eiraldo foram levados ao Centro de Investigações da Aeronáutica (CISA), na Base Aérea do Galeão. Já no CISA, as sessões de tortura foram iniciadas. Em seguida, na madrugada do dia 2 de julho, a dupla e os outros companheiros foram levados para a sede do DOI-CODI, na Tijuca, no Rio de Janeiro.
Segundo Jesse, os militares achavam que ela e Eiraldo fossem companheiros e, em uma tentativa frustrada de obter mais informações, os dois foram colocados de frente um para o outro. Jesse conta que ambos permaneceram em silêncio. As contradições encontradas nos registros e nos depoimentos de diversas testemunhas a cerca do que realmente aconteceu reforçam a versão de Jesse sobre a morte do amigo.

## Sequestro do avião Caravelle PP-PDX
Alguns minutos depois da decolagem do avião Caravelle PP-PDX da Cruzeiro do Sul saído do Rio de Janeiro com destino a São Paulo, quatro militantes sequestraram a aeronave e fizeram com que voltasse ao aeroporto do Galeão. Os supostos sequestradores eram jovens integrantes do Comando Reinaldo Silveira Pimenta, nome dado em homenagem a um militante da Dissidência Estudantil de Niterói morto em 1969. A ação visava a libertação de 40 presos políticos e a saída dos envolvidos do país - entre os quais o pai de Jessie - e terminou com a invasão do avião, com a prisão e posterior tortura dos guerrilheiros e o assassinato de Eiraldo Palha Freire.
O avião foi cercado por tropas da Aeronáutica que, depois de atiraram nos pneus e esguicharem espuma nas janelas para impedir que quem estivesse dentro visse o que acontecia do lado de fora, invadiram o local. De acordo com registros e depoimentos, Eiraldo de Palha Freire, foi baleado e morreu logo depois já no hospital. Não é possível validar essa informação e, de acordo com diversas contradições, acredita-se que, na verdade, Eiraldo morreu depois de passar por diversas sessões de tortura. Os outros três envolvidos foram presos e condenados a mais de 20 anos de prisão.
Em primeiro de julho de 2015 completaram 45 anos desde o último do sequestro da aeronave da Cruzeiro do Sul por militantes da Ação Libertadora Nacional.

## Circunstâncias da morte
De acordo com o depoimento da militante e companheira de guerrilha de Eiraldo de Palha Freire, Jessie Jane, os dois, em conjunto com outros dois militantes foram apreendidos durante a tentativa de sequestro do avião Caravelle PP-PDX, da aviação Cruzeiro do Sul. Depois de serem levados para outro local, fora submetidos a sessões de tortura pelos agentes de repressão representantes do Estado brasileiro na falha tentativa de obterem informações. Tudo indica que Eiraldo não resistiu à violência e faleceu.
Dados encontrados no regristo do exame de corpo de delito, que foi realizado já no Hospital da Aeronáutica no dia anterior à suposta morte oficial de Eiraldo, ressaltam que a causa da sua morte foi um tiro. Contudo, no registro da necropsia está a informação de que haviam sido encontradas escoriações pelo corpo, claros sinais de tortura.
Em outra versão a respeito da morte de Eiraldo, os três amigos presos junto com ele foram formalmente acusados como responsáveis pelo homicídio, e Colombo Vieira de Souza Junior, companheiro de Jesse Jane, indiciado como autor do disparo. No decorrer do julgamento, a versão escolhida como mais plausível foi a da defesa, de que Eiraldo havia cometido suicídio.
No processo junto à CEMDP, o relatório reforça as diferentes versões divulgadas em jornais e nos documentos oficiais. São elas: Eiraldo foi morto por Colombo; em outra, suicidou-se, tendo morte imediata ainda dentro do avião; numa terceira, foi socorrido, morrendo posteriormente. Porém, como já vimos, a versão mais plausível é que tenha sido morto depois de ser submetido às extensas sessões de tortura na sede do DOI-CODI do Rio de Janeiro.
Durante seu depoimento à Comissão Nacional da Verdade, realizado em junho de 2014, Lúcio Valle Barroso, coronel do exército brasileiro, confirmou ser o responsável pelo tiro que matou Eiraldo - contribuindo na negação de que houve tortura. De acordo com o coronel, o disparo aconteceu no momento da invasão da aeronave e que o militante faleceu já no hospital. Além dele, outro agente da Aeronáutica, que servia na mesma época na Base, confirmou a versão e relatou que Eiraldo por causa de tiros disparados durante a operação. Eiraldo foi sepultado no Cemitério São Francisco Xavier, no Rio de Janeiro, pela sua família.

## Conclusão da Comissão Nacional da Verdade
Diante das investigações realizadas, foi chegado à conclusão que Eiraldo de Palha Freire morreu por causa das frequentes e intensas sessões de tortura realizadas pelos agentes da repressão representantes do Estado brasileiro durante seu tempo na sede do DOI-CODI do Rio de Janeiro. Foi recomendada a retificação da sua certidão de óbito, assim como a continuação das investigações sobre sua morte. Os responsáveis e as reais circunstâncias da sua morte ainda não foram completamente esclarecidas e os demais envolvidos nas foram responsabilizados.